# Lázár Lovász
Lázár Lovász (Satu Mare, 24 maggio 1942 – Pécs, 17 aprile 2023) è stato un martellista ungherese.

## Biografia
Ai Giochi Olimpici di Città del Messico 1968 arrivò al terzo posto nella gara del lancio del martello, con la misura di 69,78 m.

## Palmarès
| Anno | Manifestazione  | Sede              | Evento              | Risultato | Misura  | Note |
| ---- | --------------- | ----------------- | ------------------- | --------- | ------- | ---- |
| 1968 | Giochi olimpici | Città del Messico | lancio del martello | Bronzo    | 69,78 m |      |